# Ljudinovo
Ljudinovo (ruski: Людиново) je gradić u Kaluškoj oblasti u Rusiji. 
Nalazi se na obalama jezera Lompada, nastalog branom na rijeci Nepolotu. 
Ljudinovo se nalazi nekih 65 km sjeverno od Brjanska i 188 km jugozapadno od Kaluge. 
Broj stanovnika:
- 41.400 (procjena 2005.)
- 41.829 (popis 2002.)
- 34.000 (1970.)

## Povijest
Selo Ljudinovo se prvi put spominje 1626. godine. Kasnije, izraslo je u industrijsko naselje, koje je steklo gradski status 1938.